# Tupelče
Tupelče este o localitate din comuna Komen, Slovenia, cu o populație de 59 de locuitori.